# Oberlin (Kansas)
Pour les articles homonymes, voir Oberlin.
La ville d'Oberlin est le siège et la ville la plus peuplée du comté de Decatur, situé dans la partie nord-est du Kansas, aux États-Unis.
Le 30 septembre 1878, un groupe de Cheyennes fuyant le Territoire indien pour retrouver leur ancien territoire au nord, attaqua des colons près d'Oberlin, alors petit hameau. Ce dernier raid amérindien au Kansas est rapporté au musée du comté de Decatur et un monument dans le cimetière de la ville rend hommage aux victimes de cet évènement.